# Newellton
Newellton é uma cidade  localizada no estado americano de Luisiana, na Paróquia de Tensas.

## Demografia
Segundo o censo americano de 2000, a sua população era de 1482 habitantes.
Em 2006, foi estimada uma população de 1349, um decréscimo de 133 (-9.0%).

## Geografia
De acordo com o United States Census Bureau tem uma área de
2,3 km², dos quais 2,0 km² cobertos por terra e 0,3 km² cobertos por água. Newellton localiza-se a aproximadamente 24 m acima do nível do mar.

## Localidades na vizinhança
O diagrama seguinte representa as localidades num raio de 36 km ao redor de Newellton.